# Wywilżnowate
Wywilżnowate, wywilżankowate (Drosophilidae) – rodzina niewielkich owadów z rzędu muchówek pospolita w wielu częściach świata.

## Opis
Długość ciała wynosi 2,5–4,5 mm. Ciało zwykle żółtawe, oczy czerwone. Opisano około 4000 gatunków. Większość larw wywilżnowatych rozwija się w rozkładających się grzybach, owocach i tym podobnej materii. Część larw jest pasożytnicza lub drapieżna. Jaja są nieco podłużne, o wymiarach około 0,2×0,4 mm. Składane są na powierzchni liścia. Larwy początkowo białe, potem przybierają barwę zielonkawą. Nie opuszczają liścia do przepoczwarzenia. Cały cykl życiowy trwa około 2 tygodni.

## Systematyka
Do rodziny wywilżnowatych należą 2 podrodziny i 2 rodzaje o nieustalonej przynależności:
- Steganinae Hendel, 1917 (30 rodzajów)
- Drosophilinae Rondani, 1856 (43 rodzaje)
- incertae sedis
  - Apacrochaeta Duda
  - Sphyrnoceps de Meijer